# Glasbena knjižnica
Glasbena knjižnica je knjižnica, ki vsebuje materiale, povezane z glasbo. Zbirke lahko vsebujejo zvočne posnetke (fonoteka), partiture oz. notno gradivo (nototeka), tiskane tematske knjige, kot so glasbeni leksikoni in enciklopedije, bibliografije, strokovne publikacije, itd. 

## Tipi glasbenih knjižnic
Obstajajo štirje tipi glasbenih knjižnic: 
1. knjižnice, ki oskrbujejo glasbene oddelke na gimnazijski ali univerzitetni ravni
2. knjižnice, namenjene glasbenim šolam in konzervatorijem
3. zbirke v okviru javnih (nespecializiranih) knjižnic
4. knjižnice in arhivi, ki se razvijajo kot neodvisno in podpirajo različne glasbene organizacije

## Ostali primeri
- knjižnice glasbene produkcije izdajo licence za avtorsko zavarovano glasbo, pri uporabi za film, televizijo ali radijsko produkcijo
- predstavitvene knjižnice, ki oskrbujejo glasbene skupine, predvsem velike orkestre, v smislu dobave, pripravljanja in vzdrževanja partitur za glasbeno izvedbo
- digitalne glasbeme knjižnice in arhivi ohranjajo zvočne posnetke in digitalizirane partiture v različnih elektronskih formatih. Veliko glasbenih knjižnic posveča del svojih obveznosti digitaliziranju svojih kolekcij in ohranjanju digitalnih datotek. Digitalno hranjenje zahteva posebne postopke, s katerimi se je moč izogniti propadanju, zastaranju ali izgubi materiala. Digitalni materiali so lahko del večje, fizične zbirke, ali pa lahko sestavljajo povsem elektronsko, fizično nedostopno bazo podatkov (ki se navadno nahaja v računalniških mrežah in na internetu). Dostop do teh vsebin je lahko omejen z uporabniškimi kodami.

## Glasbene knjižnice v Sloveniji
V Sloveniji je več specializiranih glasbenih knjižnic, med najpomembnejše štejejo:
- Glasbena zbirka NUK[1], ki hrani faksimile in zapuščine slovenskih skladateljev, arhive in dokumentacije o glasbenih ustanov, društev, prireditev; glasbene revije, muzikološko literaturo, zgodovinsko pomembno glasbeno literaturo od 16. stoletja dalje
- Osrednja slovenska fonoteka, ki deluje v okviru RTV Slovenija
- Nototeka Slovenske filharmonije
- Nototeka glasbene produkcije RTV Slovenija
- Nototeka Ljubljanske opere
- Knjižnica muzikološkega oddelka Filozofske fakultete v Ljubljani
- Knjižnica Akademije za glasbo v Ljubljani
- Knjižnica Muzikološkega instituta ZRC SAZU[2]